# Kaller Tunnel
Der Kaller Tunnel ist ein 472 m langer, einröhriger Eisenbahntunnel nordöstlich von Kall im Kreis Euskirchen im Südwesten Nordrhein-Westfalens. Er liegt an der Eifelstrecke. Im Gegensatz zu den meisten Tunneln der Eifelstrecke weist er recht unauffällige Tunnelportale auf. Der Tunnel ist wie auch die Bahnstrecke selbst zweigleisig. Vor dem Nordportal steht ein Funkmast für den digitalen Zugbahnfunk. Der nächstgelegene Tunnel befindet sich in Gemünd im Verlauf der Oleftalbahn.

## Geschichte
Im Jahr 1862 begann der Bau der Strecke Düren – Euskirchen – Kall. Als besonders schwierig gestaltete sich der Durchbruch durch den zwischen Kall und Scheven gelegenen Felsberg, was den Tunnel erforderlich machte. Am 8. August 1867 wurde dieses Bauwerk zwischen Kall und Mechernich feierlich eröffnet. Sein Erbauer war Geheimer Oberbaurat Hartwig. Die Kosten beliefen sich auf 300.000 Taler (umgerechnet 3,24 Millionen €). Es wurden 1 1/3 Millionen Ziegelsteine und 1400 Schachtruten Bruchsteine verbaut. Der Geldbetrag für die Hilfseinbauten aus Holz betrug 30.000 Taler. Beim Bau des Tunnels starb durch einen Unfall am 30. August 1866 ein Arbeiter.
Der Tunnel wurde seinerzeit als „das goldene Tor“ bezeichnet, „durch das ein goldenes Zeitalter für die Eifel einzog“. Am 6. September 1867 fuhr der erste Zug durch den Tunnel. Zwei Jahre später am 1. Oktober 1875 erfolgte der Anschluss Kalls an die Eifelstrecke in Richtung Kalscheuren. Auf die Eröffnung des Tunnels geht unter anderem Carola Clasen in ihrem Kriminalroman Mord im Eifel-Express näher ein.
Im Zweiten Weltkrieg wurde der Tunnel durch die Wehrmacht nach der Schlacht im Hürtgenwald an zwei Stellen gesprengt, um den Vormarsch der Alliierten zu stoppen. Der Wiederaufbau begann nach Kriegsende und die Wiederherstellung erfolgte bis 1947.